# Karshomyia spinulosa
Karshomyia spinulosa är en tvåvingeart som beskrevs av Gagne 1994. Karshomyia spinulosa ingår i släktet Karshomyia och familjen gallmyggor. Inga underarter finns listade i Catalogue of Life.